# Gudbrand Ensrud
Gudbrand Ensrud (* 21. Juni 1977 in Lørenskog) ist ein ehemaliger norwegischer Fußballspieler.

## Karriere
Ensrud begann seine Karriere beim Lillestrøm SK. Zur Saison 1996 rückte er in den Profikader von Lillestrøm. Im Juni 1996 gab er im UI-Cup sein Profidebüt, sein Debüt in der Tippeligaen folgte im folgenden Monat. In der Saison 1996 kam er zu zwei Einsätzen in der höchsten norwegischen Spielklasse. Zur Saison 1997 wechselte er zum unterklassigen Skjetten SK. Zur Saison 2000 wechselte er zum Zweitligisten Lyn Oslo, mit dem er zu Saisonende in die Tippeligaen aufstieg. Für Lyn kam er zu zehn Erstligaeinsätzen.
Im Juli 2002 wechselte er zum Zweitligisten Hønefoss BK. Im Januar 2005 wechselte Ensrud zum österreichischen Bundesligisten Schwarz-Weiß Bregenz. Für Bregenz absolvierte er zehn Partien in der Bundesliga, aus der er mit den Vorarlbergern zu Saisonende allerdings abstieg, woraufhin sich der Verein auflöste. Zur Saison 2005/06 wechselte der Innenverteidiger dann nach Deutschland zum Regionalligisten Chemnitzer FC. Für Chemnitz kam er zu 22 Einsätzen in der Regionalliga Nord.
Im Sommer 2006 kehrte Ensrud nach Norwegen zurück, wo er sich dem Zweitligisten Moss FK anschloss. Für Moss kam er zu 14 Zweitligaeinsätzen, ehe er nach der Saison 2009 seine Karriere beendete.